# Николаос Ксидакис
Николаос Ксидакис (на гръцки: Νικόλαος Ξυδάκης) е гръцки дипломат, консул на Гърция в различни градове на Османската империя, виден деец на Гръцката въоръжена пропаганда в Македония.

## Биография
През август 1905 година Ксидакис е назначен за битолски гръцки консул. Заема поста в Битоля в разгара на българо-гръцкия въоръжен сблъсък в Македония и координира усилията на гръцките чети. През юни 1907 година е назначен за одрински гръцки генерален консул, като остава в Одрин до август 1909 година.